# Agentes in rebus
L'expression latine agentes in rebus  désigne du IVe au VIIe siècle certains agents du gouvernement de l'Empire romain d'Occident jusqu'en 476 et de l'Empire romain d'Orient, dit Empire byzantin, qui se prolonge au-delà de cette date. 
Ces agents sont à l'origine chargés de fonctions de messagers de haut rang, mais ils sont généralement considérés comme des espions de l'empereur. 

## Dénominations

### Signification de la formule latine
La formule agentes in rebus est composée  
- du verbe agere[N 1] (« faire ») au participe présent pluriel (agentes, « ceux qui font », le singulier étant agens),
- de la préposition in (dans)
- du mot res à l'ablatif pluriel (« choses », ici avec un sens abstrait comme dans res publica, « la chose publique », « la république »).

On peut traduire, par exemple, « ceux qui s'occupent des choses, des affaires », ce qui est assez vague.

### Dénominations grecques
Le latin reste langue officielle de l'Empire d'Orient (dit ensuite byzantin), mais la langue principale est le grec, langue dans laquelle les agentes in rebus sont appelés « Άγγελιαφόροι » [aggeliaforoi, « messagers »] ou « μαγιστριανοί » [magistrianoi, « hommes du maitre »]).
Le mot aggeliaforoi (au singulier : aggeliaforos) signifie « porteur de nouvelles ». Il est lié au mot aggelos, qui en latin donne angelus. 
Le mot magistrianoi (au singulier : magistrianos) est formé sur le mot latin magister (« maître »), du fait qu'ils dépendent du haut fonctionnaire appelé magister officiorum (« maître des offices »).

### Attestations textuelles
Les agentes sont mentionnés dans le code de Théodose, promulgué en 438 (VI, De Agentibus in rebus, 27.23) et dans le code de Justinien, promulgué en 629 (XII, 20.3). Ces codes reprennent et ordonnent des édits impériaux antérieurs.
Le dernier agens attesté est mentionné dans la chronique grecque de Théophane le Confesseur (757-817) qui parle d'un magistrianos nommé Paul, envoyé en ambassade en 678.

## Historique
On ignore la date précise de création de cette fonction. Elle est attestée en 319[réf. nécessaire], mais il est possible qu’elle date des réformes de Dioclétien (empereur de 284 à 306) à la fin des années 280 (division de l'empire, création de la tétrarchie, renforcement de l'administration, etc.). 
Les agentes in rebus remplacent les frumentarii, soldats qui, durant le Haut-Empire, sont à chargés d'assurer des liaisons entre Rome et les garnisons légionnaires, mais qui sont également « les yeux et les oreilles » de l’empereur dans l’empire. Détestés de tous, leur corps est dissous par Dioclétien. 
La fonction de courrier est dévolu aux agentes, placés sous la direction du magister officiorum (« maitre des offices ») d’où leur nom grec de magistrianoi. Mais ils sont progressivement chargés des missions les plus variées comme l’atteste leur nom. 
On les retrouve dans l’Empire byzantin, c'est-à-dire l'Empire romain d'Orient après la fin de l'Empire d'Occident, jusqu’au début du VIIIe siècle, date à laquelle leur corps est aboli à son tour, la plupart des fonctions du magister officiorum étant transférées au logothète du drome. 

## Organisation

### Le corps desagentes
Les agentes in rebus constituent une garde (schola) impériale. Comme d’autres services publics dans la période du dominat, leur service est militarisé, devenant une militia. 
Réparti en cinq classes hiérarchiques et commandés par un adjutor et des subadjuvae, ils sont recrutés parmi les jeunes officiers de cavalerie : equites, circitores, biarchi, centenarii et ducenarii. 

### Agentespostés en province
En 357, deux agentes sont postés dans chaque province de l'empire, un troisième en 395 et de nombreux autres à partir de 412. 
Le code de Justinien précise que les agentes jouissent d’une immunité les soustrayant tant à la justice civile qu’à la justice criminelle de niveau provincial, sauf sur ordre du maitre des offices

### Carrière
Leur période de service achevée, les agentes in rebus sont normalement promus dans d’autres services gouvernementaux. 
Les agents seniors accèdent généralement au grade de princeps officii dans les préfectures du prétoire et les diocèses ce qui leur permettait d’exercer la supervision de la bureaucratie tout en en réduisant l’indépendance.
Certains édits impériaux restreignent les promotions qui devaient se faire uniquement sur une base d’ancienneté, sauf pour deux d’entre eux qui pouvaient chaque année être promus à la discrétion de l’empereur.

### Effectifs
Leur nombre augmente considérablement, si bien que les empereurs eux-mêmes finirent par se méfier de ce corps dont ils tentent de freiner la croissance. 
Ils sont 1 174 en l’an 430 si on se fie à la loi de Théodose II et 1 248 sous Léon Ier (457-474). 

## Fonctions

### Relation avec le service des postes (cursus publicus)
Procope de Césarée, historien du VIe siècle, note à leur sujet dans son Histoire secrète :

« Les premiers empereurs, afin d’obtenir rapidement des informations concernant les mouvements de l’ennemi sur chaque territoire, les séditions ou accidents imprévus dans chacune des villes, de même que sur les agissements des gouverneurs et autres fonctionnaires supérieurs à travers l’empire, afin également que ceux qui avaient la charge de transporter les impôts annuels puissent le faire sans danger ou retard, avaient créé un service rapide de courriers de l’État. »

Il s'agit du cursus publicus, réseau de relais de poste disposés le long des voies romaines, permettant le renouvellement des chevaux, l'hébergement et la restauration des courriers officiels (système repris en Europe à l'époque moderne, mais avec ouverture à une clientèle de particuliers). 
Étant responsables des communications et du système de communication de l’empire, leurs tâches incluent la supervision des routes et des auberges du cursus publicus (service des postes de l'empire), la transmission des lettres et des dépêches impériales, de même que la vérification des mandats (evectio) permettant aux fonctionnaires d’utiliser le cursus publicus. 
Ils devaient également contrôler la bureaucratie locale en s’assurant que les ordres impériaux soient transmis à leurs destinataires et mis en œuvre par ces derniers. 
Enfin, ils servaient à l’occasion de douaniers, de superviseurs pour les travaux publics ou de directeurs pour le transport de troupes.

### Fonctions de surveillance des administrations provinciales
Échappant au contrôle des gouverneurs de provinces, certains agents, les curiosi (en grec : διατρέκοντες [diatrechontes]) ont des fonctions d'inspection et constituent une sorte de police secrète. 
Écrivant au IVe siècle, le philosophe Libanius les accuse d’outrepasser leurs pouvoirs, de terroriser et de rançonner les populations, les qualifiant de « chiens de bergers s’étant joints aux meutes de loups ». Toutefois, la plupart d’entre eux travaillaient de façon ouverte et les accusations de police secrète portées à leur endroit étaient probablement exagérées. 

### Missions particulières
On les utilisait également lors de l’arrestation de hauts fonctionnaires, pour escorter d’importants citoyens envoyés en exil comme Jean Chrysostome en 404, ou même pour aider à la mise en œuvre de règlements impériaux concernant l’Église. 
Ammien Marcellin et Procope notent que certains d’entre eux furent envoyés comme ambassadeurs en différentes occasions. 
Leurs tâches quotidiennes les mettant dans le secret d’affaires importantes pour la cour et leur travail leur faisant rapporter tout ce qu’ils voyaient ou entendaient lors de leurs missions, les agents exerçaient ainsi une fonction d’ « intelligence » au sens moderne de ce mot.